# K-564 Arkhangelsk
Pour les articles homonymes, voir Arkhangelsk (homonymie).
L'Arkhangelsk (pennant number : K-564) est un sous-marin nucléaire d'attaque polyvalent de 4e génération de la Marine russe. C’est le cinquième navire du projet 885 (classe Iassen) et le quatrième navire du projet modernisé 885M (08851) Iassen-M.
Avant lui, le nom de Arkhangelsk a été donné au plus grand sous-marin nucléaire lourd du monde, le TK-17, du projet 941 (classe Akula), qui a été retiré du service en 2015.

## Histoire
Le Arkhangelsk a été mis sur cale le 19 mars 2015 à l’usine Sevmash de Severodvinsk,,. Il a été mis à l’eau le 29 novembre 2023.